# Забезпечення якості
Забезпе́чення я́кості (англ. quality assurance, QA) — контроль і оцінка будь-яких аспектів проєкту, обладнання чи виду послуг з метою збільшення імовірності забезпечення встановлених мінімальних стандартів якості, а також — підтримку цих характеристик при зберіганні, транспортуванні та експлуатації продукції.
Забезпечення якості визначено в стандарті ISO 9000:2005 «Системи менеджменту якості. Основні положення та словник» як «частина менеджменту якості, спрямована на створення впевненості в тому, що вимоги до якості будуть виконані».
Менеджмент якості в цьому ж стандарті представлений як «скоординована діяльність з керівництва та управління організацією стосовно до якості», а в примітці сказано, що він «звичайно включає розробку політики та цілей у сфері якості, планування якості, управління якістю, забезпечення якості та покращення якості».
Забезпечення якості не дає повних гарантій того, що кінцевий продукт буде якісним.
Існує 2 основних принципу забезпечення якості:
- фактичний результат має відповідати очікуваному;
- у ньому не повинно бути похибок.

Забезпечення якості включає в себе регулювання якості сировини та напівфабрикатів, зборки та виробництва, менеджмента, перевірки на брак. Якість визначається задоволеністю користувача або споживача. Результатом забезпечення якості як постійного процесу є поліпшення якості.

## Аналіз даного в стандарті визначення
Забезпечення якості представлене в стандарті як частина менеджменту якості, але не розкривається його суть і зміст, не дається відповіді на питання, що таке забезпечення якості.
Чи не прояснює суть забезпечення якості і те, що воно «спрямоване на створення впевненості в тому, що вимоги до якості будуть виконані». Бо що означає створення впевненості в тому, що вимоги до якості будуть виконані? За змістом це те ж саме, що якість буде забезпечено. Тобто, фактично в стандарті дано таке «визначення»: забезпечення якості — частина менеджменту якості, спрямована на … забезпечення якості. Як бачимо, тут замість розкриття суті забезпечення якості, воно просто названо однаковими за змістом іншими словами. А це — наочний приклад тавтології — «повторного позначення вже названого поняття іншим, близьким за змістом словом або виразом».
Раніше, в першій редакції термінологічного стандарту ISO 8402-86 «Якість. Словник», забезпечення якості було визначено як" сукупність планованих і систематично проведених заходів, необхідних для створення впевненості в тому, що продукція чи послуга задовольняє певним вимогам до якості". Тут під забезпеченням якості розумілася не просто якась невизначена частина менеджменту якості, а як процес, що включає сукупність необхідних заходів для задоволення вимог до якості. І хоча не говорилося, які це заходи, — таке визначення було ближче до відповіді на питання, що таке забезпечення якості. Це відповідало характеру роботи щодо забезпечення якості продукції на підприємствах, коли у міру створення продукції крок за кроком виконуються передбачені технологією операції.

## Обґрунтування визначення терміну
Щоб відповісти на питання що таке забезпечення якості, потрібно спочатку згадати, що таке якість продукції, яке представлене як «сукупність властивостей і характеристик, рівень або варіант яких формується при створенні продукції з метою задоволення існуючих потреб». Тут, окрім визначення якості продукції як сукупності властивостей і характеристик, фактично вже йдеться і про забезпечення якості, як про формування необхідних властивостей і характеристик продукції для задоволення існуючих потреб.
Розуміння забезпечення якості як формування властивостей і характеристик підтверджується в тлумачному словнику, де сказано: забезпечити — значить створити всі необхідні умови для здійснення чого-небудь, гарантувати щось. А формувати означає надавати будь-чого закінченого, визначеного.
Звідси, а також враховуючи, що забезпечення якості розуміється не тільки як процес, але і як результат, визначення забезпечення якості представлено так, як у першому з наведених вище визначень.
У цьому визначенні дана відповідь на питання, що таке забезпечення якості і з формальної точки зору цього було б достатньо. Але тут немає відповіді на наступне питання, як забезпечується якість, які для цього потрібні заходи, про які йшлося в стандарті ІСО 8402. Тому, для більш повного визначення забезпечення якості доцільно додавати до даного визначення принцип забезпечення якості продукції.

## Принцип забезпечення якості продукції
Багаторазово підтверджений на практиці досвід підприємств — лідерів у сфері якості та положення авторитетного підручника з менеджменту показують, що якість продукції залежить від ряду зовнішніх і внутрішніх факторів: До зовнішніх факторів належать:
- Вимоги до якості (споживачі, прогрес, конкуренти);

- Постачальники капіталу, трудових ресурсів, матеріалів, енергії, послуг;

- Законодавство у сфері якості та робота державних органів.

 Внутрішніми факторами забезпечення якості продукції служать:
- Сучасна матеріальна база (інфраструктура, обладнання, матеріали, фінанси);

- Застосування передових технологій;

- Ефективний менеджмент (раціональна організація робіт і вміле управління підприємством у цілому і якістю зокрема);

- Кваліфікований персонал, зацікавлений у хорошій роботі.

До сказаного можна додати, що кваліфікований і мотивований персонал і сучасна матеріальна база з передовою технологією визначають необхідну основу забезпечення якості продукції - базу якості. Причому, з усіх факторів, що впливають на якість, ключовим є людський фактор, а в ньому — зацікавленість працівників у хорошій роботі. Пояснюється це тим очевидним міркуванням, що незацікавлений працівник не буде добре працювати навіть на хорошому обладнанні, а зацікавлений шукатиме, знаходити і використовувати будь-які можливості для підвищення своєї кваліфікації і досягнення високої якості продукції.
Ефективний менеджмент з управлінням якістю доповнює базу якості, дозволяє реалізувати можливості, які створюються матеріальною базою і людським фактором. Бо не можна випускати продукцію, маючи тільки устаткування, матеріали і людей. Потрібно ще організувати роботу і налагодити управління.
Таким чином:
 Принцип забезпечення якості продукції полягає в тому, щоб враховувати зовнішні фактори, які впливають на якість (постачальників, вимоги до якості, закони і державні органи) і створювати внутрішні фактори (матеріальну базу з передовою технологією, ефективний менеджмент з управлінням якістю і вмотивований, кваліфікований персонал). При цьому першорядну увагу потрібно приділяти мотивації персоналу.
Звідси стає ясно, як забезпечується якість продукції, а отже, — які заходи необхідні для його забезпечення.
Крім представленої плоскої схеми, принцип забезпечення якості продукції може бути показаний у вигляді просторової «Моделі якості», на якій показані не тільки склад і взаємозв'язок чинників, необхідних для забезпечення якості, але і взаємодію цих чинників і результат цієї взаємодії — підвищення якості продукції.

## QA в розробці програмного забезпечення
Забезпеченням якості програмного забезпечення складається з засобів моніторингу програмного забезпечення технологічних процесів і методів, використовуваних для забезпечення якості. Методи, за допомогою яких це досягається, численні і різноманітні, і можуть містити в собі забезпечення відповідності одному або декільком стандартам, таким як ISO 9000 або моделі, такі як CMMI. «QA» іноді використовується неофіційно як синонім для тестування програмного забезпечення.

## Модель якості
На моделі якості процес управління якістю — «петля якості» (див. Управління якістю) розкрита як послідовність управлінських функцій, що впливають на процес створення продукції, що випливає з технології робіт.
Послідовний перелік етапів однієї петлі якості такий:
- маркетинг, пошук і вивчення ринку;
- проектування і розроблення виробу, матеріально-технічне забезпечення; *виробництво виробу;
- контроль, випробування;
- упакування і збереження;
- реалізація і розподіл;
- монтаж і експлуатація;
- технічне обслуговування і ремонт;
- утилізація.

Надалі все повторюється в тій самій послідовності, але вже на більш високому рівні якості виробу.
Вплив базових факторів показано у вигляді «вектора якості», величина якого залежить від рівня матеріальної бази і технології, а також — від рівня «людського фактора» — кваліфікації та мотивації персоналу.
Якщо підприємство використовує передову технологію і має відповідну їй матеріальну базу та кваліфікований, добре мотивований персонал, в цьому випадку база якості позитивно впливає на процес управління якістю — вектор якості спрямований вгору. І якщо при цьому на підприємстві в процесі управління якістю за результатами контролю вживаються всі необхідні заходи для поліпшення якості продукції, то під впливом вектора якості плоска петля якості перетворюється у висхідну «спіраль якості» і якість продукції підвищується після кожного успішного циклу управління. При низькому рівні бази якості (відсутність необхідної матеріальної бази, застаріла технологія, недостатня мотивація або кваліфікація персоналу) вектор якості буде близький до нуля і петля якості не зможе перетворитися на спіраль, а залишиться майже плоскою. У цьому випадку управління якістю проходитиме без належного підвищення якості продукції.
Залежність підвищення якості від рівня базових чинників та ефективності управління якістю може бути запрограмована і «в динаміці» показано на комп'ютері шляхом перетворення плоскої петлі якості в спіраль і навпаки, залежно від величини вектора якості.
Терміни «петля якості» і «спіраль якості» використовувалися в стандарті ISO 8402-86 «Якість. Словник».

## Співвідношення понять забезпечення якості та менеджмент якості
У наведених у стандарті ISO 9000 визначеннях забезпечення якості та менеджменту якості помилково представлено співвідношення між цими поняттями, при якому забезпечення якості вважається частиною менеджменту якості. Представлений тут принцип забезпечення якості однозначно визначає зворотне співвідношення між цими поняттями. Не забезпечення якості є частиною менеджменту якості, а навпаки, менеджмент якості служить одним з факторів забезпечення якості. Менеджмент якості спрямований на забезпечення якості, але не включає його.
Забезпечення якості є більш широким поняттям, підсумком роботи всього підприємства з якості, результат якої залежить від матеріальної бази, людського фактора і менеджменту підприємства в цілому. А менеджмент якості є лише частиною менеджменту підприємства.
Про це ж йшлося і в примітці 3 до терміна забезпечення якості в стандарті ISO 8402-86: «У рамках організації забезпечення якості служить інструментом загального керівництва».

## Статистичний контроль
При великосерійному і масовому виробництві широкого поширення набули методи  статистичного контролю якості (Statistical Quality Control, SQC).

### Журнали
- The Quality Assurance Journal [Архівовано 27 квітня 2020 у Wayback Machine.], ISSN 1087-8378, John Wiley & Sons
- QP — Quality Progress magazine [Архівовано 3 серпня 2017 у Wayback Machine.], Published by the American Society for Quality
- Quality Assurance in Education [Архівовано 11 травня 2013 у Wayback Machine.], ISSN 0968-4883, Emerald Publishing Group
- Accreditation and Quality Assurance: Journal for Quality, Comparability and Reliability in Chemical Measurement [Архівовано 21 вересня 2020 у Wayback Machine.], ISSN 0949-1775 Print, ISSN 1432-0517
- Food Quality and Preference [Архівовано 4 вересня 2011 у Wayback Machine.], ISSN 0950-3293

### Запитання
- Almeida, E., Alvaro, A., Meria, S. (2007, September 3–4). A Component quality assurance process. Foundations of Software Engineering, doi: http://doi.acm.org/10.1145/1295074.1295093
- Feldman, S. (2005, February). Quality assurance: much more than testing. Queue, 3(1), doi: http://doi.acm.org/10.1145/1046931.1046943
- Meisinger, M., Wagner, S. (2006, November 6). Integrating a Model of Analytical Quality Assurance into the V-Modell XT. Foundations of Software Engineering, 38-45.doi: http://doi.acm.org/10.1145/1188895.1188906

### Книги
- Majcen N., Taylor P. (Editors): Practical examples on traceability, measurement uncertainty and validation in chemistry, Vol 1; ISBN 978-92-79-12021-3, 2010.
- Pyzdek, T, «Quality Engineering Handbook», 2003, ISBN 0-8247-4614-7
- Godfrey, A. B., «Juran's Quality Handbook», 1999, ISBN 0-07-034003-X
- Marselis, R. & Roodenrijs, E. «the PointZERO vision», 2012, ISBN 978-90-75414-55-4